# St James’ Park
A St James Park egy labdarúgóstadion Newcastle városában, Angliában.
Tulajdonosa az élvonalbeli Newcastle United, mely megnyitása, 1892 óta használja.
1998 és 2000 között felújításra került sor.

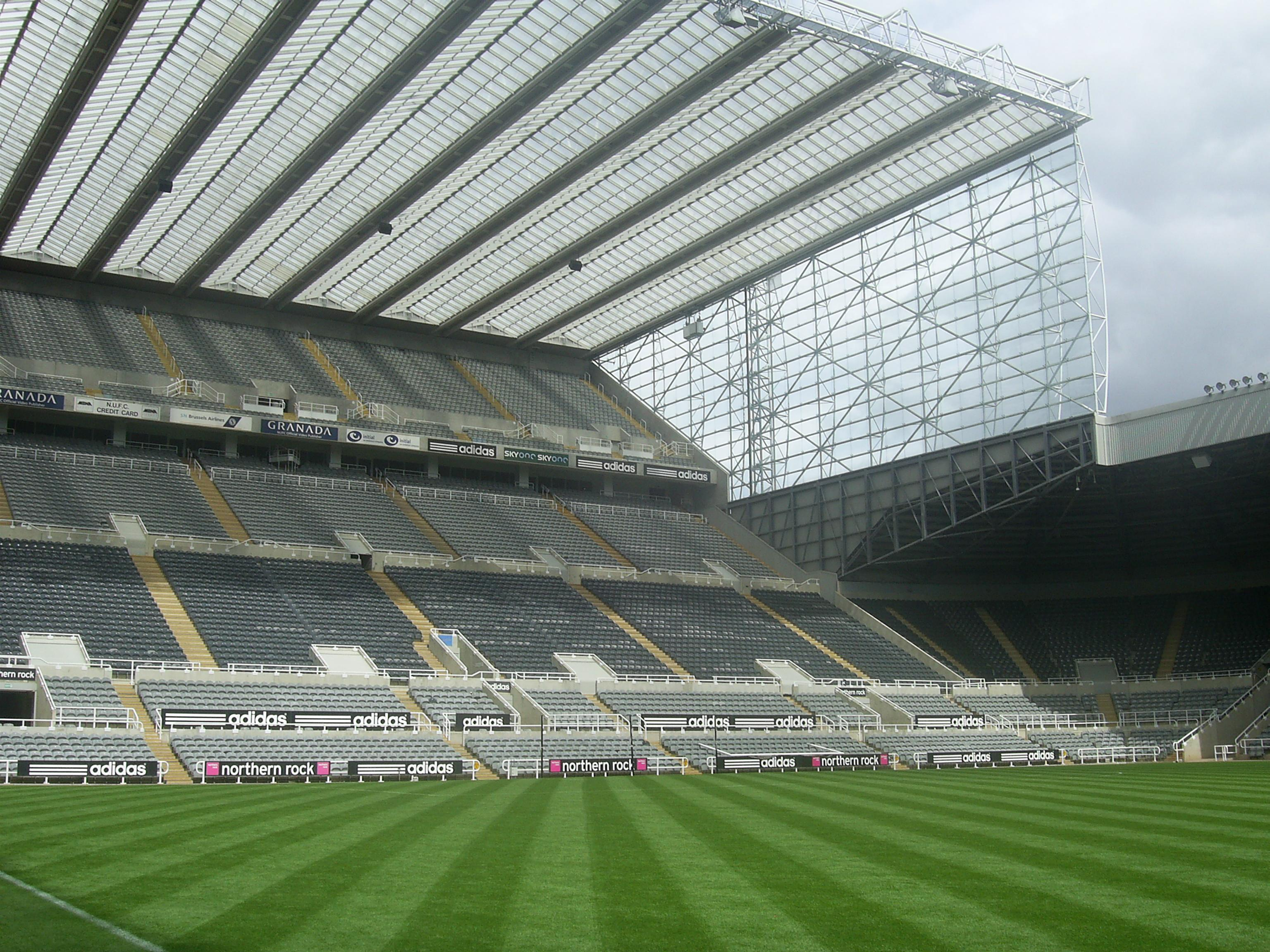
Az északkeleti sarok

Az aréna maximum 52 404 nézőt képes befogadni.